# Morelli Gusztáv
Morelli Gusztáv (Pest, 1848. február 15. – Budapest, 1909. március 21.) fametsző, a fametszés tanára. Dédunokája Morelli Edit (1940–2020) zománcművész.

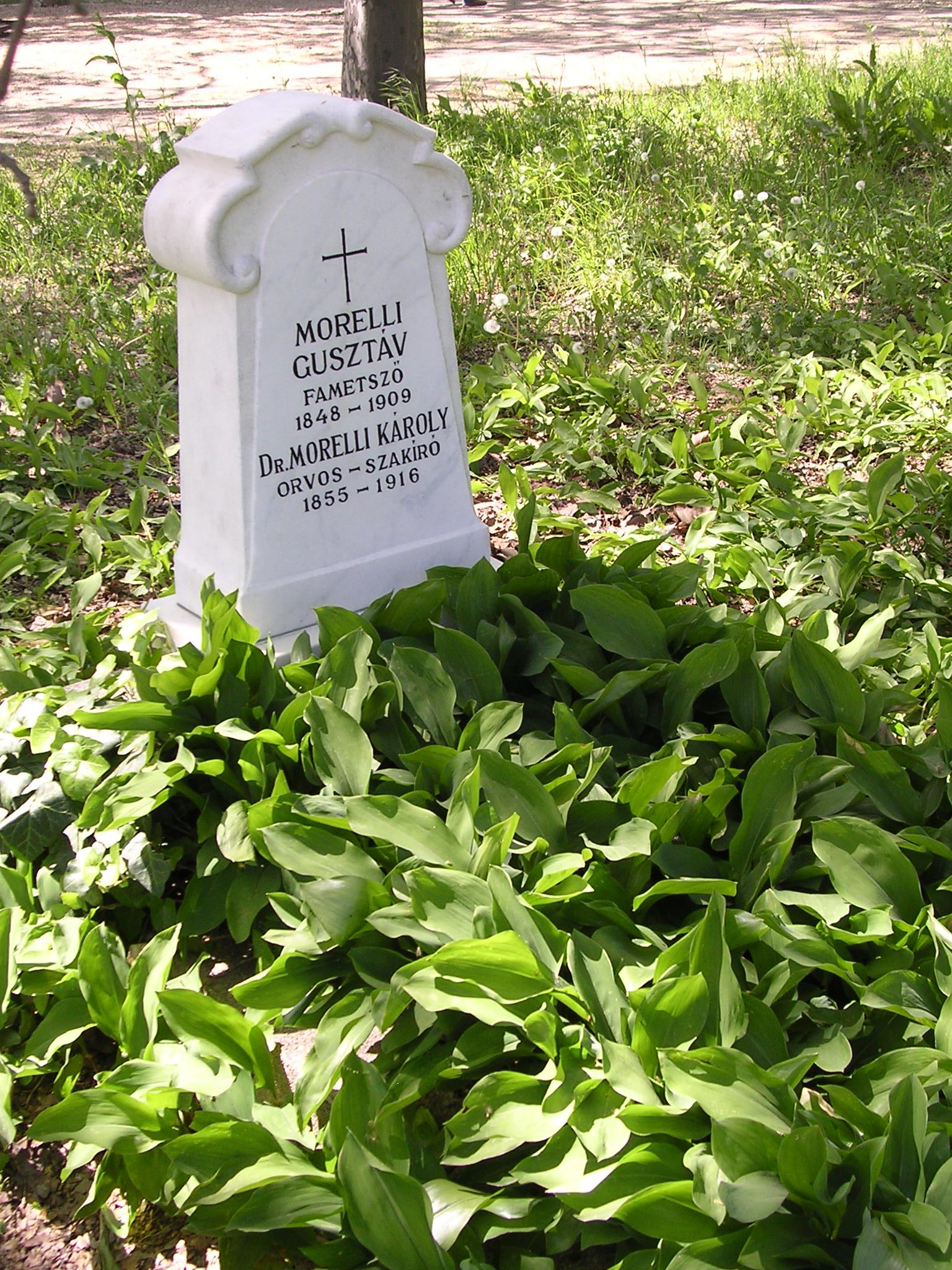
Öccsével, dr. Morelli Károllyal közös sírja a Fiumei úti sírkertben (17/2-2-5)

## Életpályája
Iskolai tanulmányainak befejezése után Huszka Lajos debreceni fametszőnél kezdte a művészet elsajátítását, majd Rusz Károly intézetében működött és tanított 1868-ig. Ez idő alatt több magyar festő, köztük Munkácsy Mihály műveit metszette fába, mégpedig olyan sikerrel, hogy azokat akkor a Párizsban nagy feltűnést keltő Gustave Doré-rajzok metszéséhez hasonlították. Ugyancsak itt készítette a Honvéd-album és Koronázási album metszeteinek nagy részét. Önállóan először 1868-ban kezdett dolgozni és pedig Orbán Balázs báró A Székelyföld leírása c. munkája és a Vasárnapi Újság számára. A következő évben állami ösztöndíjjal Párizsba utazott, hogy a fametszést tanulmányozza s ott is maradt egész a francia-porosz háború kitöréséig, amikor Harralnál folytatta tanulmányait. Később Lipcsében is megfordulván, 1872 tavaszán visszatért szülővárosába, itt véglegesen letelepedett, és Kelety Gusztáv, Mészöly Géza és Greguss János képeiből többet igazi művészettel metszett a Vasárnapi Ujság számára. Ugyanekkor mintegy 50 képre kapott megbízást Petőfi első illusztrált kiadásához. Morelli nagy sikerei indították a kormányt arra, hogy 1873-ban az országos rajztanár-képezdében fametsző-szakosztályt állítson föl és annak vezetésével Morellit bízza meg. 1876-ban Petőfi második díszkiadásához ismét több új fametszetet készített s azután több díszmunkának, díszoklevélnek, állami értékpapírnak, kötvénynek és tankönyvnek rajzait metszette. Különösen kitűnt az 1885. évi országos kiállítás diplomája, továbbá 1891-ben az a két nagy metszete, melyet Zichy Mihály két allegorikus képe - 1848 és 1867 - után készített. A néhai Rudolf trónörökös kezdeményezésére megindított Osztrák-magyar monarchia írásban és képben című nagy vállalkozás magyar kiadásának összes fametszetei (ez ideig mintegy 850 db.) szintén a Morelli vezetése alatt álló műintézetben készültek és jelentékeny részük a Morelli mesteri munkája. Morelli 1889-ben ismét nagyobb tanulmányutat tett, meglátogatva München, Köln, Brüsszel, London, Rotterdam, Hága, Utrecht és Amszterdam fametsző-intézeteit. 1895 tavaszán fejezte be Feszty Árpád A magyarok bejövetele című körképének négy és fél méter hosszú fametszetét, amely nagyságát tekintve, páratlannak mondható. Ugyanebben az évben az oktatásügyi miniszter megbízásából Dél-Németországban tett tanulmányutat a színes fametszés tanulmányozása végett. Ennek az útjának az eredménye a tíz színes fametszetű millenáris levelezőlap, melyet a posta-kincstár megrendelésére készített.

## Díjai, elismerései
Morellit 1872 óta kül- és belföldön több éremmel, díszoklevéllel tüntették ki. Műveiről kiváló szaktekintélyek, mint Lostalot Alfréd, Lützow, Zichy Mihály és mások nyilatkoztak nagy elismeréssel.

## Művei a magyar Wikipédiában
- Bessenyei György
- Bajza József
- Erdélyi János
- Kisfaludy Sándor
- Révai Miklós